# Partenope Rugby
La Partenope Rugby è la sezione rugbistica dell'Associazione Polisportiva Partenope, club sportivo con sede a Napoli, militante in Serie C.
Fondato nel 1951 dall'integrazione del Napoli Rugby nella Polisportiva, è tra i club di rugby XV più famosi d'Italia, la squadra vinse due volte il campionato nazionale, nel 1965 e 1966. La sua sezione giovanile ha vinto 6 volte il titolo italiano.
Dopo lo scioglimento del club nel 1969, esso fu rifondato nel 1978 da Sandro Gelormini come Amici Pro Partenope che poi venne reintegrata nella Polisportiva.

## Storia

### GUF Napoli e Rugby Napoli

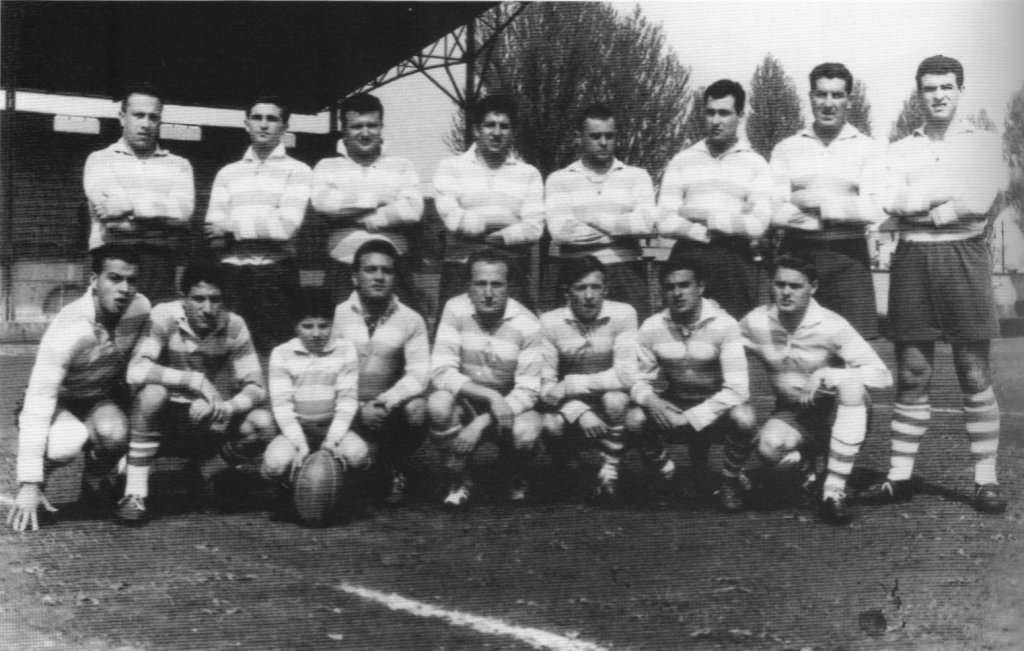
Una formazione della Partenope Rugby nel 1961

Le prime realtà organizzate in città comparvero a partire dagli anni ’20. Alla Divisione Nazionale (massima serie del campionato italiano) partecipò per la prima volta il GUF Napoli. La compagine del GUF, antenato del Centro Universitario Sportivo di Napoli, ha partecipato senza distinguersi a 9 edizioni del campionato di Divisione Nazionale. Il quindici del GUF giocava con una divisa a strisce verticali rossoblù.
A partire dalla stagione 1938-39 fa la sua comparsa il Napoli Rugby con la divisa completamente azzurra, come le squadre di calcio e di basket. Per anni gioca nello storico Stadio Arturo Collana del quartiere Vomero. Fino al 1951 solo il Napoli Rugby continuerà a rappresentare la città ma i risultati altalenanti.

### Partenope Rugby
Nel 1951 viene fondata l'Associazione Polisportiva Partenope e nel 1953 inglobò il Rugby Napoli, appena retrocessa, acquisendo il diritto di partecipare al campionato di Serie B. Il ritorno in Serie A fu immediato, sotto la guida di Guido D’Amato a cui gli successe prima Eros Cicognani e poi Pippo D’Angelo.
Lo sport della palla ovale cresceva notevolmente tanto che ai campionati studenteschi, parteciparono squadre dei principali licei e istituti superiori napoletani e fornivano un serbatoio di giocatori per la prima squadra della città. Tra questi Ugo Silvestri, Sandro Gelormini, Michele Carlotto, Ugo Gargiulo ed Elio Fusco, mediano di mischia, anche della nazionale insieme a Ugo Silvestri, Vincenzo Trapanese,  Franco Ascantini, i due fratelli Errico e Alfredo De Giovanni e Gaetano Vellecco, formavano il gruppo de I senzapaura.
Dopo il quarto posto ottenuto in nella stagione 1960-61 la Partenope cambiò guida tecnica, da Pippo D’Angelo la panchina passò ad Elio Fusco. Fu un momento storico per il rugby napoletano: la squadra biancoceleste riuscì ad esprimere un rugby spettacolare e concreto. Tutto ciò permise alla Partenope di ottenere nel campionato 1961-62 il quinto posto e in quello successivo un ottimo terzo posto.
Il campionato 1963-64 la squadra terminò al terzo posto sfiorando il successo. Tra i protagonisti c'erano Marcello Martone, Claudio Rodà, Vittorio Ambron, più volte nazionale, Luigi Esposito, Erasmo Augeri e Raffaele D’Orazio, Nello Raffin, Paolo Grandoni, Alfredo De Giovanni, Franco Tagle, Nino Perrino, Antonio Bellastella, Gennaro De Falco, Giuseppe Trignano, Eugenio Russo. I risultati non furono sempre di grande livello, eclatante fu la vittoria sull’imbattuta Parma, sul Petrarca, travolto con il risultato di 20-3, e su L’Aquila (6-0). All'ultima giornata al Tardini la Partenope perse contro il Parma per 9-3 e sfumò il tricolore che andò a Rovigo, vincitore a Padova contro Petrarca.

#### Gli scudetti
Nella stagione successiva la squadra apparve più matura ed il gioco più concreto. Dopo i primi mesi la Partenope lasciò lo stadio militare Generale Albricci per tornare sul campo vomerese dello stadio Collana.
Era il 31 gennaio, la Partenope incontrava, nella seconda giornata di ritorno, l’Italsider Genova (nelle file liguri giocava a terza linea Marco Bollesan) che batté per 38-8, conquistando il comando della classifica. Gli spalti del Collana fecero registrare circa 4000 spettatori paganti. La rosa dei giocatori si era ampliata con l’inserimento del londinese Philip Lalic e Cane. Mentre la squadra otteneva risultati incoraggianti, la società aveva problemi economici consistenti, tali da mettere a rischio la continuazione del campionato.
Il giornale Roma lanciò una sottoscrizione (fu raccolta la cifra di 1.200.500 lire) e il «caso» di questa squadra assurse alla notorietà nazionale non solo sportiva. La Domenica del Corriere le dedicò la quarta di copertina con un disegno firmato da Walter Molino. Fusco e compagni furono ospitati in tv da Enzo Tortora alla Domenica Sportiva. Dopo tanta bagarre tornò la calma e la serenità tra società e giocatori.
Nell’ultima di campionato, la Partenope dinanzi a circa 12.000 spettatori batté la Roma 14-3 e divenne campione d’Italia (detto in seguito lo scudetto dei poveri).
Dopo l’euforia del tricolore riaffiorarono i problemi economici. L’allora presidente della Polisportiva Partenope, Stefano Riccio, scrisse una lettera ad Achille Lauro per ottenere un aiuto economico.
La Serie A 65-66 comincia ma presto e alla nona giornata, a Napoli, fu scontro diretto tra Partenope e Petrarca. Vinsero i padroni di casa per 11-6 e tornarono al comando della classifica. Il girone di ritorno vide la Partenope sempre in testa, seguita, come sempre, dal CUS Roma. La rosa dei giocatori era la stessa dell’anno precedente, arricchita da Marco Bollesan, dipendente dell’Italsider di Genova-Cornigliano, poi trasferito nello stabilimento di Bagnoli. La partita decisiva fu con il CUS Roma, allo Stadio Flaminio dove 8.000 tifosi, di cui 3.000 napoletani, fecero da cornice all’incontro. Vittoria della Partenope per 9-0 e secondo scudetto. Le cronache riportano un match molto combattuto tanto che divenne famosa una foto di Elio Fusco senza alcuni denti persi nella foga della partita.
Nel campionato 1966-67 la squadra che aveva conquistato il secondo scudetto viene riconfermata e si muoveva con autorevolezza sui campi d’Italia. Dopo un girone d’andata quasi sempre al comando della classifica, nella terza giornata di ritorno fu raggiunta dalle Fiamme Oro Padova, dopo un pareggio esterno (0-0) contro il Rovigo. La Partenope, tra mille polemiche, terminerà il campionato al quinto posto. Nel campionato successivo andò via Marcello Martone, con lui lasciarono la Partenope Carlotta, Augeri e Vellecco che approdarono al Cus Napoli, allenato da Pietro Bellastella. Nonostante i numerosi addii il campionato venne concluso a metà classifica.

### CUS Napoli
Il 1967 fu l'anno della prima sponsorizzazione con la Ignis. Malgrado la squadra avesse cambiato volto nei due anni di abbinamento con l’Ignis (67-68 e 68-69) la Partenope si classificò in entrambe le occasioni al quarto posto. A conclusione di questi due campionati l’intera sezione rugby passò al CUS Napoli che rilevò anche il titolo di A e per questo motivo si iscrisse al campionato 1969-70 con il nome CUS Napoli-Partenope. Da quel momento scomparve dalla Polisportiva di Parco del Castello lo sport della palla ovale e il nome Partenope nei campionati nazionali.

### Rinasce la Partenope
Col campionato di C1 1979-80 riapparve il nome Partenope. La gloriosa Polisportiva riprese il cammino nello sport della palla ovale grazie soprattutto a Sandro Gelormini (nel tempo sarà poi presidente della sezione rugby, segretario generale della Polisportiva ed infine Presidente), si affiancò alla Partenope uno sponsor napoletano, la Clif, azienda di abbigliamento sportivo. La squadra era composta da: Gaetano Telese, Esposito, Guida, Minopoli, Spinosa, Sgueglia, Lanna, Capozzoli, Michele Salierno, Salvo D’Orazio, Gargano, Cappuccio, Roberto Ferrante, Punzo, Ascione, Cuofano, Belardo,Valentini, Marchetti e Franco Salierno . Il quindici biancoceleste nel secondo anno di C1 ottenne la promozione con una giornata di anticipo, battendo in trasferta il Colleferro per 3-0 grazie ad un calcio piazzato di Guida.
Alla formazione poche righe prima trascritta si aggiunsero Amato, Di Lauro, Iorio, Murano, Messina, Perna e Giudiceandrea. Nel primo anno della serie B, la Partenope ebbe in panchina come tecnico Guido Guida. Quello fu l’anno del derby cittadino tra Partenope e Forze Armate. Le Forze Armate avevano il loro quartier generale allo Stadio Albricci. Allenatore era Rodolfo Siano che aveva optato per la vita militare; al suo fianco operava Elio Fusco che in quel periodo era l’allenatore della nazionale militare. Sia nella gara d’andata (6-9) che in quella di ritorno (18-8) vinsero i militari. Nonostante queste sconfitte la Partenope sfiorò la promozione in serie A. La classifica del girone finale vide i biancocelesti terzi.
Nella stagione 1983-84 dopo 5 giornate di campionato la Clif Partenope era a 0 punti e fu deciso il cambio tecnico della panchina, sollevando dall’incarico Guida e richiamando Elio Fusco. Era un momento di grande confusione, con giocatori che venivano da altre società ed altri che preferivano abbandonare la Partenope. Tutto questo portò la squadra di nuovo in C1, ma bastò un solo anno di purgatorio e, a conclusione del campionato 1984-85, fu ancora promozione in serie B. Si lavorò per far tornare nel giro delle grandi la Partenope, ma la mancanza d’impianti per allenarsi e per giocare e assenza di sponsor complicarono il percorso.
L’anno dopo vi furono buone possibilità per ritornare in A2, ma alla penultima di campionato, a Padova, contro il CUS la Partenope fu sconfitta per 21-0. Sfumò così la promozione.
Nel campionato 1986-87, allo stadio Collana, dopo quattro anni di assenza, tornò il derby cittadino: Partenope-Interforze. Le due gare furono vinte dai biancocelesti: 13-12 all’andata e 6-3 al ritorno.
Il 7 maggio 1989: dopo 24 anni dal primo scudetto e 7 anni di assenza, la Partenope tornò in A. Promozione conquistata con una giornata d’anticipo. Nell’ultima di campionato, a promozione già matematica, al Collana i padroni di casa pareggiarono 9-9 con il Bologna, raggiungendo in classifica quota 34, seguiti dalla Lazio con 32 punti. Gli autori della promozione: Francesco Ascione, Marchetti, Amato, Salvo D’Orazio, Gabriele e Mario Gargano, Di Grazia, Antonio Sorrentino, Sessa, Mele, Alfredo e Pasquale Giordano, Alessandro, Luigi, Annibale e Lorenzo Fusco, Nicola Giuliano, Antonio Ammendola, Michele Catania, Ciro Scopano, Franco Manna, Crasto, Valerio Molese, Giardina, Fiore, Viviani, Marigliano, Carlo Manselli, Andrea Caccuri, Sergio Fermariello, Lucia, Raffaele Contemi, Gennaro Bauduin, Scognamiglio, Marais Rayan.
Nel primo anno di A2 la Partenope conquistò l’accesso ai play-off per la promozione in A1 ma non superò l’Amatori Catania. Anche nel campionato 1990-91 la Partenope, abbinata con l’Original Marines dei fratelli Cimmino, conquistò i play-off e nello spareggio-promozione contro Parma, stesso copione dell'anno prima.
Negli anni successivi il rendimento è altalenante, si passa dai play-off per la promozione persi a due retrocessioni in Serie B, degno di nota è il campionato 1999-2000 in cui grande contributo viene da Paul Griffen, che più tardi diventerà mediano di mischia della nazionale italiana, e Alessandro Fusco. La Partenope Rugby ritorna così in A2, ma l'esperienza dura giusto per due stagioni, così che nel 2002 la Partenope ritorna in serie B.
La Partenope si trasferisce al Campo di rugby Giuseppe Leone di Pomigliano d'Arco. La stagione 2002-03 non va bene. Alla guida della squadra c'è Elio Fusco, ma una squadra troppo giovane e inesperta ma guidata da Fusco perde quasi tutte le partite fino al ricorrere ad un massiccio ingaggio di oriundi italo-argentini che riescono nel solo girone di ritorno a salvare la squadra. L'anno dopo il XV partenopeo passa dalle mani di Elio Fusco a quelle del figlio Annibale, il quale una squadra molto giovane e con l'aiuto di solo tre stranieri nella rosa, e riesce a riportare la Partenope in serie A. L'esperienza di Annibale Fusco alla guida della prima squadra terminerà quando, nel 2006.07, finirà ultima nel suo girone e retrocederà in Serie B.
La stagione 2007-08 vede a Napoli l'arrivo del tecnico Guy Pardiès, mediano di mischia francese, più volte campione d'Italia sia come giocatore che come allenatore negli anni '70 con il Petrarca Padova. La Partenope chiude la stagione con un 8º posto. 
La stagione 2008-09 comincia nel migliore dei modi con quattro vittorie consecutive, poi una serie interminabile di infortuni falcidiano la prima squadra che alla fine della stagione, grazie all'avvicendarsi di circa 50 atleti, riesce comunque a bissare il risultato dell'anno precedente. 
Per la stagione 2009-10 si trova in Michel Morlaas, proveniente dalla stessa città di Pardies, Agen, un sostegno al tecnico che già da tre anni segue i biancoazzurri, ma la permanenza a Napoli di Morlaas durerà poco. Già agli inizi di ottobre il tecnico transalpino rimetterà la prima squadra nelle mani di Pardies e del suo staff.

## Cronistoria
| Cronistoria della Partenope Rugby |
| --- |
| - 1938 • Il Napoli Rugby partecipa alla Divisione Nazionale - 1938-39 • 8ª in Divisione Nazionale - 1939-40 • ? - 1940-41 • ? - 1941-42 • ? - 1942-43 • ? - 1945-46 • 3ª in Divisione Nazionale, Campionato Finale Centro-Sud - 1946-47 • ? - 1947-48 • 8ª in Serie A - 1948-49 • 10ª in Serie A; Retrocessione in serie B - 1949-50 • 6ª in Serie A - 1950-51 • 7ª in Serie A - 1951 • Nasce la Polisportiva Partenope che incorpora il Napoli Rugby e partecipa alla Serie A. - 1951-52 • 9ª in Serie A - 1952-53 • 10ª in Serie A; Retrocessione in serie B. - 1953-54 • in Serie B - 1954-55 • in Serie B - 1955-56 • in Serie B; Promozione in Serie A. - 1956-57 • 6ª in Serie A Gir. D - 1957-58 • 3ª in Serie A Gir. D - 1958-59 • 1ª in Serie A Gir. C, sconfitta quarti di finale play-off - 1959-60 • 1ª in Serie A Gir. C, 3º Girone finale - 1960-61 • 1ª in Eccellenza Gir. C, 4º Girone finale - 1961-62 • 7ª in Eccellenza - 1962-63 • 3ª in Eccellenza - 1963-64 • 3ª in Eccellenza - 1964-65 • 1ª in Eccellenza; Campione d’Italia (1º titolo). - 1965-66 • 1ª in Serie A; Campione d’Italia (2º titolo). - 1966-67 • 5ª in Serie A - 1967-68 • 4ª in Serie A Finale di Coppa Italia - 1968-69 • 4ª in Serie A - 1969 • Chiusura della sezione rugby e cessione titolo sportivo a CUS Napoli - 1969-70 • 6ª in Serie A - 1970-71 • 11ª in Serie A; Retrocessione in serie B. - 1971-72 • in Serie B; Promozione in Serie A. - 1972-73 • 12ª in Serie A; Retrocessione in serie B. - 1973-74 • in Serie B - 1974-75 • ? - 1975-76 • ? - 1976-77 • ? - 1977-78 • ? - 1978 • Nascita della Amici Pro Partenope e reintegro nella Polisportiva - 1978-79 • ? - 1979 • iscrizione della Partenope Rugby al campionato di Serie C1 - 1979-80 • in Serie C1 - 1980-81 • in Serie C1; Promozione in Serie B. - 1981-82 • 3ª in Serie B - 1982-83 • in Serie B - 1983-84 • in Serie B; Retrocessione in serie C1 - 1984-85 • in Serie C1; Promozione in Serie B. - 1985-86 • in Serie B - 1986-87 • in Serie B - 1987-88 • in Serie B - 1988-89 • 1ª in Serie B; Promozione in Serie A2. - 1989-90 • 3ª in Serie A2, Sconfitta nei play-off - 1990-91 • 6ª in Serie A2, Sconfitta nei play-off - 1991-92 • 8ªin Serie A2 Serie A2 - 1992-93 • 6ª in Serie A2, Sconfitta nei play-off - 1993-94 • 6ª in Serie A2 Gir C, 3ª Poule salvezza - 1994-95 • 1ª in Serie A2 Gir C, 2ª Pool Promozione, Sconfitta nei play-off - 1995-96 • 7ª in Serie A2 Gir. A, 3ª Pool salvezza - 1996-97 • 5ª in Serie A2 Gir. A, 2ª Pool salvezza - 1997-98 • 5ª in Serie A2 I Fase, 6ª in Pool Salvezza; Retrocessione in serie B - 1998-99 • in Serie B - 1999-00 • in Serie B; Promozione in Serie A2. - 2000-01 • 8ª in Serie A2 - 2001-02 • 13ª in Serie A; Retrocessione in serie B - 2002-03 • 5ª in Serie B Gir. D - 2003-04 • 1ª in Serie B Gir. D; Promozione in Serie A. - 2004-05 • 7ª in Serie A Gir. A - 2005-06 • 10ª in Serie A Gir. A - 2006-07 • 12ª in Serie A Gir. B; Retrocessione in serie B - 2007-08 • 8ª in Serie B Gir. 4 - 2008-09 • 6ª in Serie B Gir. 4 - 2009-10 • 6ª in Serie B Gir. 4 - 2010-11 • 5ª in Serie B Gir. 4 - 2011-12 • 5ª in Serie B Gir. 4 - 2012-13 • 9ª in Serie B Gir. 4 - 2013-14 • 9a in Serie B Gir. D - 2014-15 • 5a in Serie B Gir. 4, 2a Pool salvezza - 2015-16 • 4a in Serie B Gir.4, 4a Pool 2 salvezza - 2016-17 • 11a in Serie B Gir.4; Retrocessione in serie C1 - 2017-18 • 1ª in Serie C1, 1ª in Pool Promozione; Promozione in Serie B. - 2018-19 • Partecipa alla Serie B Gir.4 |

## Settore Giovanile
La squadra giovanile partecipa al Campionato Italiano giovanile e può vantare sei vittorie nella categoria Under-19, la prima volta nel 1958 e poi ancora nel 1961 (allenava Italo Scodavolpe), 1963, 1964, 1968 e 1969.
Nelle categorie giovanili minori gli eventi più importanti sono:
- 1990: La Partenope U.15 diventa campione d'Italia battendo ad Arezzo i pari età della Benetton Treviso 12:7
- 1992: La Partenope U.17 diventa campione d'Italia battendo ad Arezzo i pari età della Petrarca Padova 11:9.

## Allenatori e Presidenti
- 1961-1969
- 1978-2000  Alessandro Gelormini
- 2000-2007  Salvo D'Orazio
- 2007-2017  Ugo Silvestri
- dal 2017 La rappresentanza societaria torna in seno alla Polisportiva Partenope

- 1952-19xx  Guido D'Amato
- xxxx-xxxx  Eros Cicognani
- 19xx-1961  Pippo D'Angelo
- 1961-1969  Elio Fusco
- 1969-1978
- 1978-1983  Guido Guida
- 1983-1992  Elio Fusco
- 1992-1993  Franco Grieco
- 1993-1995  Francesco Ascione
- 1995-1996  Francesco Salierno
- 1996-1997  Giuseppe Belardo
- 1997-1998  Luigi De Joanni
- 1998-1999  Franco Grieco
- 1999-2000
- 2000-2001  Francesco Salierno
- 2001-2002  Francesco Salierno e  Kris De Scossa; 
 Elio Fusco
- 2002-2003  Elio Fusco
- 2003-2007  Annibale Fusco
- 2007-2009  Guy Pardiès
- 2009-2010  Michel Morlaas; 
 Guy Pardiès
- 2010-2011  Eduardo Quetglas; 
 Guy Pardiès
- 2011-2012  Antonio Fragnito
- 2012-2016  Ezio Fallarino
- 2016-2017  Hein Havenga
- 2017-  Marcos Sebastian Reyna e  Antonio Siciliano

## Giocatori di rilievo
- Vittorio Ambron
- Nicolás Arancibia
- Erasmo Augeri
- Marco Bollesan
- Julio Farías Cabello
- Luigi De Joanni
- Pablo Di Nisio
- Alessandro Fusco
- Elio Fusco
- Paul Griffen
- Juan Cruz Légora
- Deon Lotter
- Ezequiel Jurado
- Marcello Martone
- Paolo Rosi
- Italo Scodavolpe
- Ferdinando Tozzi
- Desmond Tuiavii
- Crescenzo Vitelli

### Capitani
- ... - 1969: Marcello Martone
- 1982 - 1986: Salvo D'Orazio
- 1989 - 1992: Giulio Marchetti
- 1992 - 1993: Nicola Giuliano
- 1995 - 2000: Antonio Sorrentino
- 2000 - 2002: Raffaele Sorrentino
- 2003 - 2008: Pasquale Piscopo
- 2008 - 2011: Guglielmo Gelormini
- 2011 - 2016: Stefano Valerio
- 2016 - 2021: Leandro Turino
- 2021 - in carica: Corrado Berti

## Palmarès
- Campionati italiani: 2
1964-65; 1965-66